# Жашковский элеватор
Жашковский элеватор (укр. Жашківський елеватор) — предприятие пищевой промышленности в городе Жашков Жашковского района Черкасской области Украины.

## История
Линейный элеватор на окраине райцентра Жашков, у железнодорожной станции был построен в соответствии с восьмым пятилетним планом развития народного хозяйства СССР, строительство первой очереди было завершено в 1967 году, в 1968 году он был введен в эксплуатацию.
В советское время элеватор входил в число ведущих предприятий города.
После провозглашения независимости Украины элеватор перешёл в ведение министерства сельского хозяйства и продовольствия Украины.
В марте 1995 года Верховная Рада Украины внесла элеватор в перечень предприятий, приватизация которых запрещена в связи с их общегосударственным значением.
После создания в августе 1996 года государственной акционерной компании "Хлеб Украины" элеватор стал дочерним предприятием ГАК "Хлеб Украины".
В ноябре 1997 года Кабинет министров Украины утвердил решение о приватизации элеватора в первом полугодии 1998 года. В дальнейшем, государственное предприятие было преобразовано в открытое акционерное общество.
С 2005 года контрольным пакетом акций элеватора (62,7%) владела киевская компания "Укрхлебинвест", но начавшийся в 2008 году экономический кризис осложнил положение предприятия и в начале 2009 года с разрешения Антимонопольного комитета Украины элеватор был продан французской компании "Soufflet Agriculture".

## Современное состояние
Основными функциями предприятия являются хранение, сушка и отгрузка зерновых культур (пшеницы, кукурузы, пивоваренного и фуражного ячменя), а также гороха и масличных культур (семян рапса и семян подсолнечника).
Емкость элеватора составляет 93,6 тыс. тонн (в том числе элеваторная - 54,9 тыс. тонн в бетонных силосах и складская - 38,7 тыс. тонн в напольных складах). Элеватор оснащён сепараторами и зерносушилками.